# Coefficiente di Poisson
Il coefficiente di Poisson (detto anche coefficiente di contrazione trasversale) è una delle due proprietà che descrive l'elasticità di un solido elastico.
Rappresenta il grado in cui il campione di materiale si restringe o si dilata trasversalmente in presenza di una sollecitazione monodirezionale longitudinale. Si indica con la lettera greca ν ("ni"). Dipende in generale dalla temperatura.
Talune volte è indicato anche erroneamente come "modulo di Poisson", anche se i moduli sono definiti come delle forze per unità di area, mentre il coefficiente di Poisson assume valori adimensionali.

## Definizione
Il coefficiente di Poisson {\displaystyle \nu } è definito come:
{\displaystyle \nu =-{\frac {\varepsilon _{\mathrm {m,\,trasv} }}{\varepsilon _{\mathrm {m,\,long} }}}}
dove:
- {\displaystyle \varepsilon _{\mathrm {m,\,trasv} }} è la deformazione trasversale,
- {\displaystyle \varepsilon _{\mathrm {m,\,long} }} è la deformazione longitudinale.

Il segno negativo è dovuto alla scelta della convenzione utilizzata: per sforzi normali positivi (trazione) si ha un allungamento del campione, e contemporaneamente si ha una diminuzione della dimensione trasversale del campione (ovvero dell'area della sezione trasversale). Il coefficiente di Poisson è, come detto, un coefficiente adimensionale, e tale relazione vale solo in uno stato di sollecitazione monodirezionale. In stati tensionali più complessi tale relazione non è più verificata ed il coefficiente di Poisson non coincide più con tale rapporto.

## Altri moduli elastici
Per materiali isotropi, il coefficiente di Poisson dipende semplicemente dal modulo di elasticità (normale) {\displaystyle E}, e al modulo di elasticità tangenziale {\displaystyle G}.
```
   

  

    

      

        
ν

        
=

        

          

            
E

            

              
2

              
G

            

          

        

        
−

        
1

      

    

    
{\displaystyle \nu ={\frac {E}{2G}}-1}

  

```

per gli acciai e altri metalli (tranne la ghisa), il suo valore è notevolmente approssimabile ad 1/3 (il modulo tangenziale è circa: 80/200 = 40% del modulo normale). Se si esprimono i moduli in gigapascal questa verifica è immediata).
si può anche legare al modulo di comprimibilità {\displaystyle \beta } dalle seguenti relazioni:
{\displaystyle \beta ={\frac {E}{3(1-2\nu )}}\quad G_{m}={\frac {E}{2(1+\nu )}}\Rightarrow \nu ={\frac {E}{2G_{m}}}-1}
Queste relazioni non sono valide per materiali non isotropi.

## Valori limite per il coefficiente di Poisson
I valori del coefficiente di Poisson per materiali usualmente reperibili in natura sono compresi tra 0 e 0,5; il valore 0,5 corrisponde ad un materiale virtualmente incomprimibile (la gomma, ad esempio, ha valori prossimi a 0,5) che presenta quindi modulo di dilatazione volumetrica infinito; Il valore corrispondente ad un materiale con modulo di taglio tendente ad infinito è  {\displaystyle \nu =-1}. Materiali con valori del coefficiente di Poisson esterni all'intervallo (-1,0.5) sono fisicamente inaccettabili dando origine a comportamenti assurdi dell'energia interna accumulata dal processo di deformazione di un campione costituito da un materiale siffatto. 
Il campo di valori che compete al coefficiente di Poisson {\displaystyle \nu }, dunque, risulta essere l'intervallo tra 0 e 0,5: 
I materiali che presentano il coefficiente di Poisson negativo (per esempio il Gore-Tex) costituiscono una famiglia di materiali, chiamati "auxetici": per questi materiali si ritrova che, nel corso di una prova di trazione monoassiale, che produce quindi l'allungamento del campione in senso longitudinale, si verifica una deformazione di dilatazione in direzione trasversale (ovvero la dilatazione del campione anche in direzione ortogonale a quella di trazione).
| materiale            | coefficiente di Poisson |
| -------------------- | ----------------------- |
| gomma                | 0,50 (~)                |
| oro                  | 0,42                    |
| argilla satura       | 0,40-0,50               |
| magnesio             | 0,35                    |
| titanio              | 0,34                    |
| rame                 | 0,33                    |
| lega d'alluminio     | 0,33                    |
| argilla              | 0,30-0,45               |
| acciaio inossidabile | 0,30-0,31               |
| acciaio              | 0,27-0,30               |
| ghisa                | 0,21-0,26               |
| sabbia               | 0,20-0,45               |
| calcestruzzo         | 0,2 (~)                 |
| vetro                | 0,18-0,30               |
| schiuma              | 0,10-0,40               |
| sughero              | 0,00 (~)                |
| materiali auxetici   | < 0                     |